# Stephanie Morgenstern
Stephanie Morgenstern (ur. 10 grudnia 1965 w Genewie) – szwajcarsko-kanadyjska aktorka, reżyser i scenarzysta telewizyjno-filmowy.
Jako aktorka głosowa znana jest z dubbingowania postaci Sailor Venus w serii Sailor Moon w wersji angielskiej, użyczania głosu Yin w kreskówce Yin Yang Yo! oraz roli Emmy i księżniczki Lily w serialu animowanym Ekoludki i Śmiecioroby.
Wraz ze swoim mężem Markiem Ellisem była twórcą kanadyjskiego telewizyjnego dramatu policyjnego Punkt krytyczny, w którym wystąpiła też grając role epizodyczne w odcinkach Skorpion (Scorpio) oraz Stodoła, w której straszy (Haunting the Barn).
Stephanie Morgenstern została dwukrotnie nominowana do Genie Awards za reżyserię krótkometrażowego filmu Remembrance, była także współautorem scenariusza i zagrała w nim wraz z mężem Markiem Ellisem. Wyreżyserowała też (wspólnie z bratem Markiem Morgenstern) film krótkometrażowy Curtains, do którego również napisała scenariusz i zagrała główną rolę.

## Filmografia

### Role filmowe
| Rok  | Tytuł                               | Rola                                   |
| ---- | ----------------------------------- | -------------------------------------- |
| 1978 | Jacob Two-Two Meets the Hooded Fang | Narrator                               |
| 1985 | Blue Line                           | Ilena                                  |
| 1986 | Toby McTeague                       | Sara                                   |
| 1989 | The Mountain and the Valley         | Effie                                  |
| 1990 | Moody Beach                         | Serveuse                               |
| 1990 | Ding et Dong le film                | Cheftaine                              |
| 1990 | Dziadek do orzechów                 | Louise (głos)                          |
| 1993 | Sailor Moon R: The Movie            | Sailor Venus (głos, angielski dubbing) |
| 1993 | Taking Liberty                      | Sarah                                  |
| 1994 | Sailor Moon S: The Movie            | Sailor Venus (głos, angielski dubbing) |
| 1995 | Butterbox Babies                    | Dorothy / Daisy                        |
| 1995 | Sailor Moon SuperS: The Movie       | Sailor Venus (głos, angielski dubbing) |
| 1995 | Curtains                            | Claire                                 |
| 1997 | Słodkie jutro                       | Allison                                |
| 1998 | 2 Seconds                           | Sugrun                                 |
| 1998 | Revoir Julie                        | Juliet                                 |
| 1999 | The Rememberer                      | Annie                                  |
| 2000 | Believe                             | Mary Alice Stiles                      |
| 2000 | Shooter                             | Chris                                  |
| 2000 | Maelström                           | Claire Gunderson                       |
| 2000 | Café Olé                            | Sharon                                 |
| 2000 | Passengers                          | Rachel                                 |
| 2001 | Remembrance                         | Aurora Isaacs                          |
| 2002 | Blue Skies                          | Dresser                                |
| 2003 | Blizzard                            | Miss Ward                              |
| 2003 | Cold Creek Manor                    |                                        |
| 2007 | Bonded Pairs                        | Rosemary                               |

### Role telewizyjne
| Rok       | Tytuł                                                               | Rola                                   |
| --------- | ------------------------------------------------------------------- | -------------------------------------- |
| 1983      | Hangin' In                                                          | Nicole                                 |
| 1986      | Spearfield's Daughter                                               | Trudi                                  |
| 1989      | Friday's Curse                                                      | Rachel Horn                            |
| 1989–1990 | Ekoludki i Śmiecioroby                                              | Księżniczka Lila / Emma (głos)         |
| 1991      | Sweating Bullets                                                    | Desnee Paige                           |
| 1991      | Rupert                                                              | Tygrysia Lilia (głos)                  |
| 1992      | Partners 'n Love                                                    | Angela                                 |
| 1992      | Midnight Cob                                                        | Jiggs                                  |
| 1993      | Legendy Kung Fu                                                     | Laura                                  |
| 1994      | Forever Knight                                                      | Young Katherine Barrington             |
| 1994      | Opowieści z krypty                                                  | June (głos)                            |
| 1995–1998 | Sailor Moon                                                         | Sailor Venus (głos, angielski dubbing) |
| 1996      | Rycerze Kanciastego Stołu                                           | księżniczka Flame (głos)               |
| 1997      | Exhibit A: Secrets of Forensic Science                              | Maria Talbert                          |
| 1997      | Rupert                                                              | Tygrysia Lilia (głos)                  |
| 1998      | Mind Games                                                          | Anna                                   |
| 1998      | Mythic Warriors                                                     | Mówiący Dąb (głos)                     |
| 1998      | Pitaszki                                                            | Steffy Storkowitz (głos)               |
| 1999      | Our Guys: Outrage at Glen Ridge                                     | Profesor                               |
| 1999      | P.T. Barnum                                                         | Nancy (Ryba)                           |
| 2000      | Wodnikowe Wzgórze                                                   | Nagietka (głos, sezon 2)               |
| 2000      | Wind at My Back                                                     | Lillian Day                            |
| 2001      | La vie, la vie                                                      | Jennifer                               |
| 2001      | All Souls                                                           | Emily McKaye                           |
| 2003      | Dzieci pani Pająkowej ze Słonecznej Doliny                          | Biedronka (głos)                       |
| 2003      | Poszukiwani                                                         | Victoria Feldon                        |
| 2004      | Rozkosz pożądania                                                   | Penelope                               |
| 2004      | This Is Wonderland                                                  |                                        |
| 2004–2006 | Atomowa Betty                                                       | Megan (głos)                           |
| 2005      | Riding the Bus with My Sister                                       | Olivia                                 |
| 2005      | Miss BG                                                             | Ciotka Alice                           |
| 2006      | At the Hotel                                                        | Gerta                                  |
| 2006–2008 | Yin Yang Yo!                                                        | Yin (głos)                             |
| 2008      | Degrassi: Nowe pokolenie                                            | Doc Rota                               |
| 2008      | Punkt krytyczny (odc. Skorpion (Scorpio))                           | Zakładnik                              |
| 2009      | Punkt krytyczny (odc. Stodoła, w której straszy (Haunting the Barn) | Kobieta Oficer                         |

### Role w grach video
| Rok  | Tytuł         | Rola          |
| ---- | ------------- | ------------- |
| 1999 | Dino Crisis   | Regina (głos) |
| 1999 | Power Stone   | Ayame (głos)  |
| 2000 | Dino Crisis 2 | Regina (głos) |